# نشانگان یک و نیم
نشانگان یک و نیم نوعی چشم‌فلجی نادر است که در اثر آن هر دو چشم آسیب می‌بیند، در این حالت یک چشم اصلاً حرکت افقی ندارد و چشم دیگر در راستای افقی می‌تواند تنها یک جهت داشته باشد (یا به سمت داخل حرکت کند یا به سمت خارج اما هر دو جهت را نمی‌تواند داشته باشد) همچنین دودوئک هم در چشم دیده می‌شود.

## عوامل
از جمله عوامل بروز این مشکل می‌تواند سکته مغزی، آسیب به پل مغز، تومورها، عوامل عفونی مانند سل یا بیماری‌هایی مانند ام‌اس باشد.

## درمان
با تزریق سم بوتولینوم، بهبودی‌های نسبی در بیماران مشاهده شده‌است.